# جون نایتو
جون نایتو (انگلیسی: Jun Naito؛ زادهٔ ۱۸ دسامبر ۱۹۷۰) بازیکن فوتبال اهل ژاپن است.
از باشگاه‌هایی که در آن بازی کرده‌است می‌توان به باشگاه فوتبال ویسل کوبه اشاره کرد.